# Paula Rueß
Paula Rueß geb. Kopp (* 3. Mai 1902 in Lichtensteig; † 8. August 1980 in Esslingen am Neckar) war eine deutsche Widerstandskämpferin in der Résistance.

## Leben
Bereits als 21-Jährige wurde Paula Rueß Mitglied der KPD. Ab 1928 arbeitete sie im Sekretariat des Auslandsbüros der Kommunistischen Jugendinternationalen in Berlin und anschließend im Sekretariat des Zentralkomitees der KPD.
Verheiratet war sie in erster Ehe ab 1925 mit Hermann Nuding, nach dessen Verhaftung emigrierte sie 1933 über Kopenhagen nach Frankreich. Hier arbeitete sie für die „illegal“ herausgegebene Zeitung Volk und Vaterland und die Komintern. 1940 wurde sie im Camp de Rieucros interniert.
Von November 1941 bis November 1943 war sie in Paris Mitglied der KPD-Landesleitung und arbeitete bei der Redaktion und Herstellung von Zeitungen und Flugblättern des Komitees Freies Deutschland für den Westen mit. Ab Ende 1942 lebten sie mit ihrem Mann für einige Monate in einem abgelegenen Haus oberhalb von Dieulefit, das sie mit dem Ehepaar Louis Aragon und Elsa Triolet teilten.
Ende November 1943 wurde Paula Rueß als Schwangere von der Gestapo in Paris verhaftet und durch einen Offizier so misshandelt, dass sie ihr Kind verlor. Am 13. August 1944 wurde sie mit dem letzten Häftlingstransport aus Frankreich ins Konzentrationslager Ravensbrück deportiert. Nach der Befreiung zog sie nach Esslingen.
Nach der Scheidung von Nuding heiratete sie 1947 den KPD-Politiker und Landtagsabgeordneten Hans Rueß (1901–1974). Vom nationalsozialistischen Deutschland war sie ausgebürgert worden und hatte deshalb einen jahrelangen Kampf darum zu führen, die deutsche Staatsbürgerschaft zurückzuerlangen, da sich die nachfolgende Beamtenschaft in Westdeutschland weigerte, das NS-Unrecht zu eliminieren, wie es die Zeitung der DKP formulierte.
In der Nachkriegszeit engagierte sie sich weiterhin politisch und wurde Gewerkschaftssekretär. Sie gehörte zu den Gründungsmitgliedern des Demokratischen Frauenbunds Deutschlands und setzte sich für die Wiedergutmachung ehemaliger KZ-Häftlinge ein, engagierte sich in der Friedensbewegung, der Vereinigung der Verfolgten des Naziregimes und wurde 1968 Mitglied der Deutschen Kommunistischen Partei. Bei der Kommunalwahl 1975 kandidierte sie für die Listenverbindung DKP/FWE.

## Ehrungen
An ihrem letzten Wohnhaus in der Pliensaustraße 52 in Esslingen erinnert eine Gedenktafel des Landes Baden-Württemberg an ihren Einsatz in der Résistance.